# Roseau
Roseau je luka i glavni grad Dominike, smješten u na ušću istoimene rijeke na jugozapadnoj obali otoka, otočje Windward. Grad je 1979. gotovo potpuno razorio uragan David, ali je nanovo izgrađen. U njemu se danas nalaze glavna luka, lokalni aerodrom, Government House, Victoria Memorial Museum, anglikanska crkva Sv. Georgea, New Market, i nekoliko luksuznih hotela. 
U prošlosti na staroj tržnici prodavali su se i kupovali robovi. Na Old Market Plazi (pješačka zona) nalaze se atraktivne trgovine, a na New Marketu može da se nabavi tropsko voće, povrće i cvijeće. U botaničkom vrtu uz razno tropsko bilje i drveće nalazi se i maleni avijarij s rijetkim vrstama dominikanskih papiga. Iznad grada dominira vrh Morne Bruce, do kojega se stiže zbog veličanstvenog pogleda na Roseau. Nedaleko grada su i slapovi Trafalgar Falls, vrijedni kraćeg pješačenja. Grad ima 20,000 stanovnika, uže gradsko područje 8,300. Proizvodnja esencijalnih ulja; začini.

## Vanjske poveznice
- Foto galerija